# الزي
الزي بتغليظ حرف الزاء ويعني  في الشعر الشعبي الحساني  أن   ينطق  الراوي  في  گ أو  الطلعة بطريقتين مختلفتين, يلاحظها السامع وتأثر على موسيقى وانسياب الشعر, يحدث ذلك أساسا في في حرفي  الراء والزاء، مثال ذلك بالنسبة لحرف الزاء  (بز...  عز)
أو